# تشارلز أندرسون دانا
تشارلز أندرسون دانا (بالإنجليزية: Charles Anderson Dana)‏ هو لغوي وصحفي أمريكي، ولد في 8 أغسطس 1819 في نيوهامبشير في الولايات المتحدة، وتوفي في 17 أكتوبر 1897 في نيويورك في الولايات المتحدة.

## وصلات خارجية
- تشارلز أندرسون دانا على موقع الموسوعة البريطانية (الإنجليزية)